# Alaraz
Alaraz là một đô thị ở đông nam tỉnh Salamanca, phía tây Tây Ban Nha, cộng đồng tự trị Castile-Leon. Đô thị này có cự ly 50 kilômét so với thành phố tỉnh lỵ Salamanca.
Alaraz có diện tích 49,17 km2, dân số năm 2008 là 582 người.